# Гадючник болотяний
Гадю́чник боло́тяний, також лаба́зник, гадю́чник в'язоли́стий (Filipendula ulmaria (L.) Maxim.), гадючник оголений як Filipendula denudata — за морфологічними ознаками близький до гадючника звичайного.

## Морфологічна характеристика
Багаторічна трав'яниста рослина 1-1,2 м заввишки. Має товсте дерев'янисте повзуче кореневище без бульб. Листки переривчасто-перисті з великим 3-5-роздільним кінцевим сегментом, бокових часток 25 пар. Зверху листки голі, зелені; зісподу з густим і тонким сіро- або білоповстистим запушенням. Чашолистків і пелюсток по п'ять (рідко шість). Квітки жовтувато-білі.

## Екологія та поширення

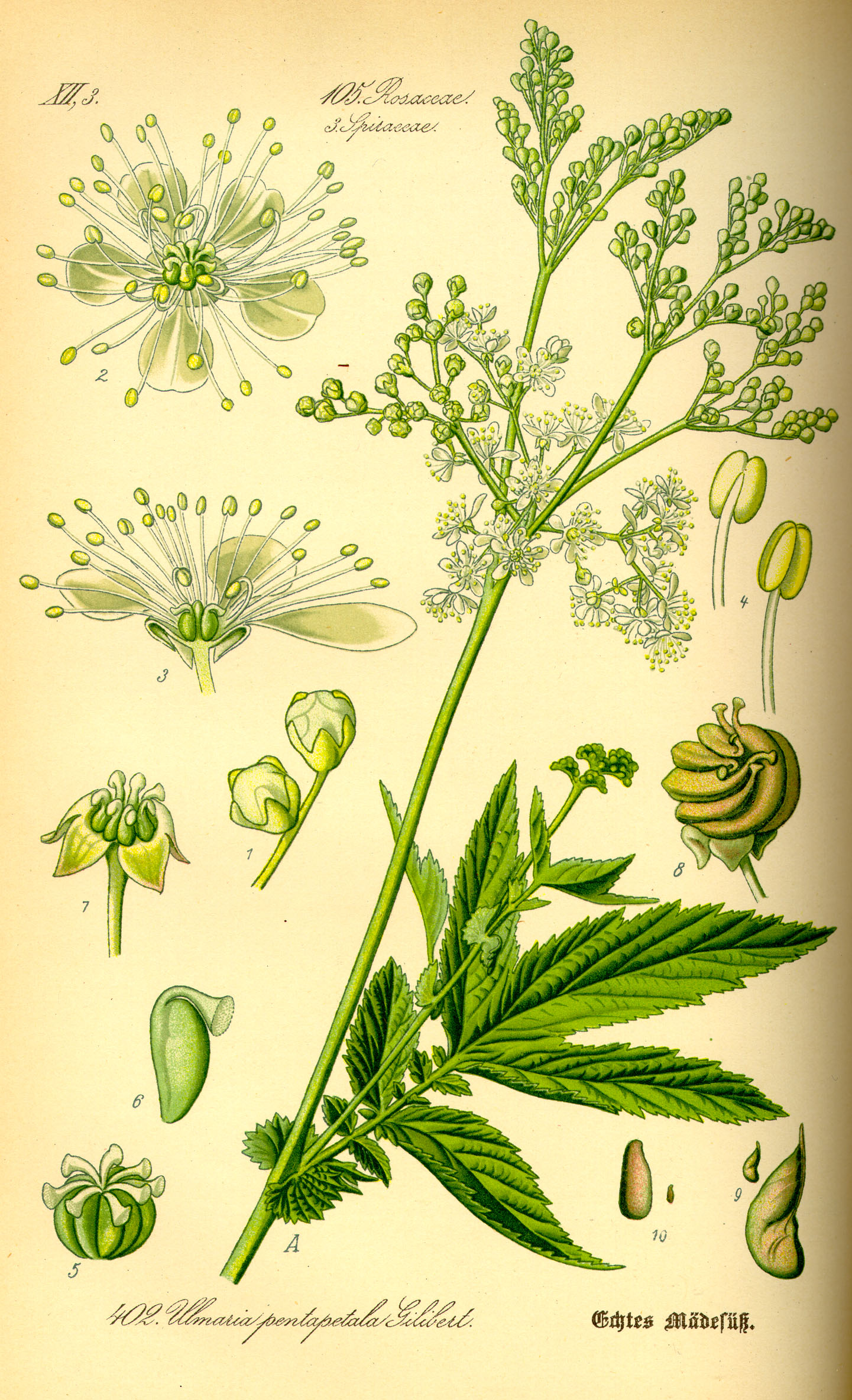
Гадючник в'язолистий

Росте в заболочених листяних лісах, вільшняках, на лісових еутрофних болотах, у заплавних дібровах. Рослина тіньовитривала. Поширена по всій Україні, але на півдні трапляється рідше. Цвіте у червні — липні.

## Хімічний склад
У рослині знайдено дубильні речовини, летку олію з саліциловим альдегідом, геліотропін, аскорбінову та саліцилову кислоти, барвні речовини.

## Застосування
З лікувальною метою застосовують траву гадючника, яку збирають під час цвітіння (у червні-липні). Корені викопують рано навесні або пізно восени. Сировину добре висушують (корені попередньо миють та подрібнюють) і зберігають у щільній упаковці.
У народній медицині корені гадючника в'язолистого застосовують для лікування ревматизму, запалення верхніх дихальних шляхів, геморою, запалення сечових шляхів, для промивання гнійних ран, виразок, фурункулів.